# جعبه‌ابزار

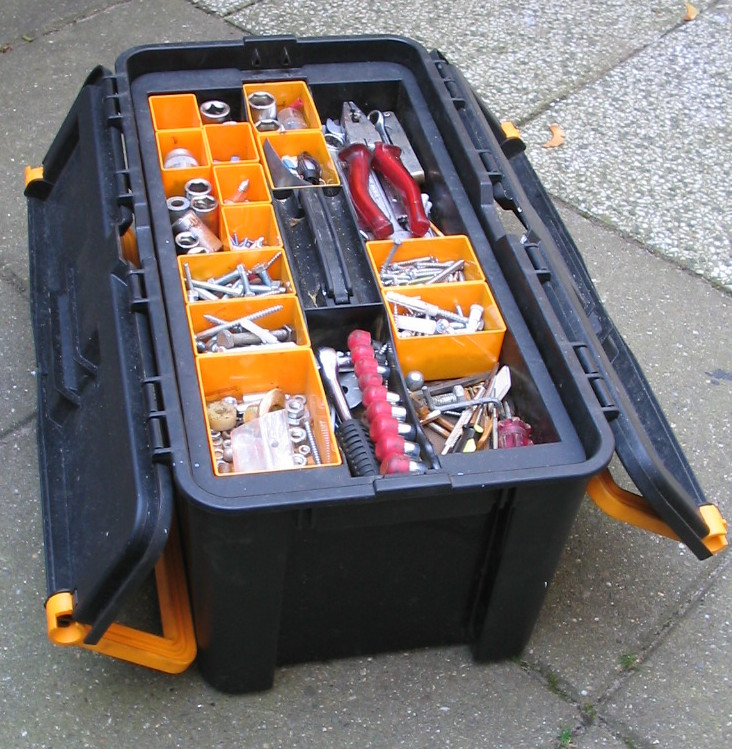
یک جعبه ابزار پلاستیکی

جعبه ابزار جایی برای مرتب کردن و قراردادن ابزار به منظور ایجاد نظم و یافتن آسان وسایل است و می‌تواند به اشکال گوناگونی مانند پارچه ای، پلاستیکی، چوبی و… باشد.